# Leptagrostis schimperiana
Leptagrostis schimperiana är en gräsart som först beskrevs av Ferdinand von Hochstetter, och fick sitt nu gällande namn av Charles Edward Hubbard. Leptagrostis schimperiana ingår i släktet Leptagrostis och familjen gräs. Inga underarter finns listade i Catalogue of Life.